# Pirjo Häggman
Pirjo Häggman (Airi Pirjo Maritta Häggman, geb. Wilmi; * 8. Juni 1951 in Sotkamo) ist eine ehemalige finnische Sprinterin.
1969 wurde sie bei den Europameisterschaften in Athen Achte in der 4-mal-400-Meter-Staffel.
Bei den Olympischen Spielen 1972 in München wurde sie Siebte in der 4-mal-400-Meter-Staffel. Über 200 Meter schied sie im Viertelfinale und in der 4-mal-100-Meter-Staffel im Vorlauf aus.
1974 gewann sie bei den Europameisterschaften in Rom Silber in der 4-mal-400-Meter-Staffel und scheiterte über 400 Meter im Vorlauf. Im Jahr darauf siegte sie bei der Universiade über 200 Meter und 400 Meter.
Bei den Olympischen Spielen 1976 in Montreal kam sie über 400 Meter auf den vierten und in der 4-mal-400-Meter-Staffel auf den sechsten Platz.
1978 wurde sie bei den Europameisterschaften in Prag Siebte über 400 Meter und schied in der 4-mal-400-Meter-Staffel im Vorlauf aus.
Bei den Olympischen Spielen 1980 in Moskau wurde sie über 400 Meter Siebte.
Je fünfmal wurde sie Finnische Meisterin über 200 Meter (1972, 1976–1978, 1980) und 400 Meter (1972, 1973, 1978–1980).

## Persönliche Bestzeiten
- 100 m: 11,72 s, 1976
- 200 m: 22,96 s, 2. Juli 1976, Turku
- 400 m: 50,56 s, 29. Juli 1976, Montreal